# 中国人民解放军共同条令
中国人民解放军共同条令，又称“三大条令”，包括《中国人民解放军内务条令》、《中国人民解放军纪律条令》、以及《中国人民解放军队列条令》，是中国人民解放军全军的基本纪律制度规章。

## 简介
早在1930年，中国工农红军就颁布了《中国工农红军纪律条例草案》。1936年8月，红军到达陕北后，制定发布了《中国工农红军暂行内务条令》。而《队列条令》的制定，直到中华人民共和国成立之后才被搬上议事日程。
“共同条令”这一说法开始于1951年，当时的中革军委提出要“制定共同条令，统一全军的纪律和制度”。在毛泽东、周恩来、刘伯承等人的主持及苏联驻华军事顾问和专家的参与指导下，各项军事法规的制定工作全面展开，《内务条令》《纪律条令》《队列条令》三部条令并在一起颁布，合称为“共同条令”，这一用法也沿用至今。共同条令是中国人民解放军从领率机关到基层部队，从高级将领到普通士兵都必须共同遵守的基本法规，以法规的形式规定了军队日常活动，包括建立正规的战备、训练、工作、生活秩序等最基本的行为规范。
共同条令历史上经历过多次修改。现行的共同条令于2018年4月由中央军委主席习近平签署命令发布，并从2018年5月1日起施行。2025年2月，新修订的共同条令公布，并将于2025年4月1日起施行。